# Diecezja Bazylei
Diecezja Bazylei (łac. Diœcesis Basileensis) – diecezja Kościoła rzymskokatolickiego w Szwajcarii. Podobnie jak wszystkie katolickie diecezje w tym kraju, podlega bezpośrednio Stolicy Apostolskiej. Powstała w 740 roku. W latach 1888–1971 nosiła nazwę diecezji Bazylei i Lugano. W 1971 powołano odrębną diecezję Lugano, a diecezja Bazylei powróciła do swej pierwotnej nazwy. Od 1828 faktyczną stolicą diecezji jest Solura, a nie Bazylea.

## Główne świątynie
- Katedra: Katedra św. Ursusa w Solurze
- Bazyliki mniejsze:
  - Bazylika Trójcy Świętej w Bernie
  - Bazylika Mariastein (Metzerlen-Mariastein
  - Bazylika świętych Ulryka i Afry w Kreuzlingen

## Bibliografia

Diecezja na mapie administracyjnej Kościoła szwajcarskiego

## Biskupi diecezjalni (od 1971)
- Anton Hänggi (1971–1982)[a]
- Otto Wüst (1982–1993)
- Hansjörg Vogel (1994–1995)
- Kurt Koch (1995–2010)
- Felix Gmür (od 2010)